# Marcelo Posadas
Marcelo Posadas (Santa Tecla, 28 settembre 1991) è un calciatore salvadoregno, difensore del CD Dragón.

## Carriera

### Club
Ha sempre giocato in squadre della propria Nazione.

### Nazionale
Ha debuttato in Nazionale nel 2013.